# Arta (cráter)
Arta es un cráter de impacto del planeta Marte situado a 21.6° Norte y 54.4° Oeste (21.4° Norte y 305.6° Este). La colisión causó una abertura de 4 kilómetros de diámetro en la superficie del cuadrángulo MTM 20052 del planeta. El nombre fue aprobado en 1988 por la Unión Astronómica Internacional en honor a la localidad de Arta (Rusia).